# 代県
代県（だい-けん）は中華人民共和国山西省忻州市に位置する県。県の北に東西に伸びる山地上には、万里の長城の雁門関があり、中国北方の軍事要地であった。1994年には国家歴史文化名城に指定されている。

## 歴史

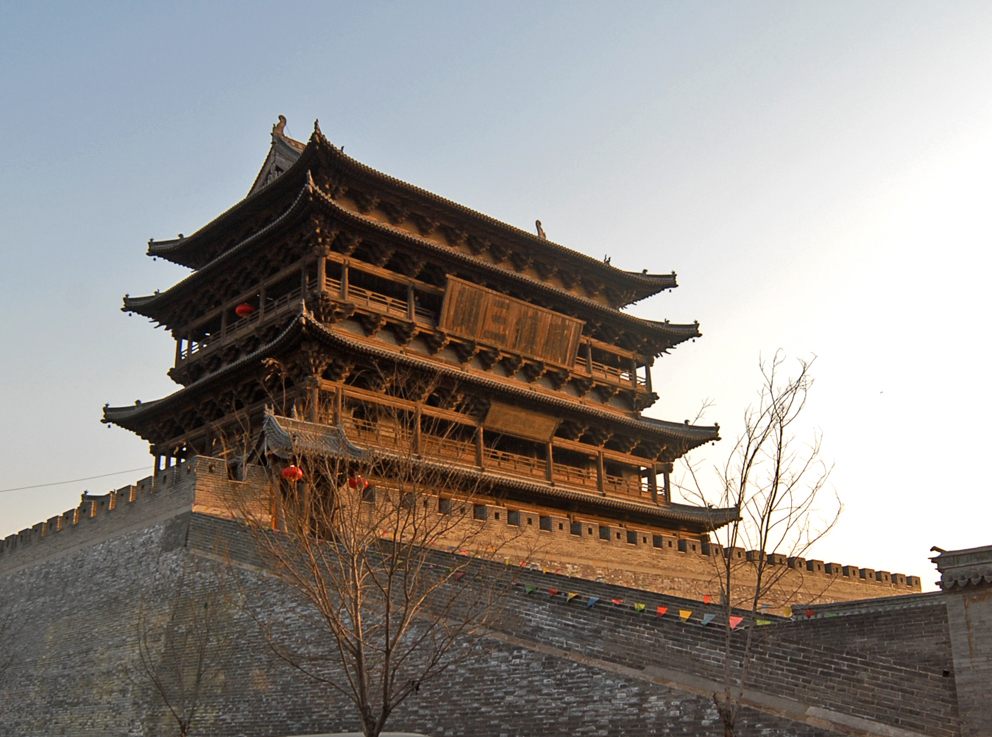
辺靖楼

前漢により設置された広武県を前身とする。後漢には雁門郡の郡治とした。598年（開皇18年）に隋朝により広武県は雁門県と改称された。唐朝が成立すると618年（武徳元年）に雁門郡は代州と改められた。金朝後期にはモンゴルが長城を超えてこの地を占領、1263年（中統4年）に雁門県は廃止となり管轄区域は代州直轄とされた。明朝が成立すると1369年（洪武2年）に代県に降格、1376年（洪武8年）に再度代州に昇格した。1724年（雍正2年）に清朝により直隷州に昇格した。1912年（民国元年）の州制廃止に伴い代県と改められた。1958年に廃止されたが、1961年に再設置され現在に至る。
代県の県境内は山地が多く地勢は険しく、古代中国では北方草原地帯から中原へ進入する遊牧民族を防ぐための軍事要塞とされた。遊牧民の侵入を防ぐために万里の長城が建築され雁門関が設置されている。李牧・薛仁貴・郭子儀・楊業といった名将たちは代州鎮守として赴任、二千年の間に百回以上の戦いの舞台となってきた。
現在の代県は、全域にわたって数多くの文物や遺跡、古建築がある。現存する代州城は明代初期に造られ、当時の城郭都市の基本的な形態を現在に伝えている。城内の市街地中央には「辺靖楼」（鼓楼）という大規模楼閣が位置し代県のシンボル的存在となっている。辺靖楼は明の洪武2年（1374年）に造られたが後に炎上し、成化12年（1476年）に再建され現在に至る。城内にはその他、阿育王塔、文廟、文昌祠、城隍廟、武廟、慈雲庵などの古い建築物が残る。城外にも陽明堡、楊忠武祠、趙杲観などの遺跡や建築がある。
辺境の要塞である代県には李白・陳子昂・王昌齢・范仲淹などの文人が多く訪れ、漢詩を詠んでいる。また民間の伝統工芸には剪紙や民画などがある。

## 地理
鉄道の京原線が代県を貫いている。経済は農業と鉱業が中心になっている。
県の中部を東西に流れる滹沱河沿岸には盆地があり、土地は比較的肥沃で農業生産に向いている。主要作物はコムギ、コーリャン、トウモロコシ、アワなど。トウガラシ（辣椒）の生産も盛んで、中国四大産地の一つとされる。県内には鉄鉱山もいくつかあるが、鉄の含有率は高く、農業頼りの経済を鉱石の採掘が支えている。

## 行政区画
- 鎮:上館鎮、陽明堡鎮、峨口鎮、聶営鎮、棗林鎮、峪口鎮、雁門関鎮
- 郷:新高郷、上磨坊郷